# Zwiefalter Chroniken
Die Zwiefalter Chroniken, vollständig Zwiefalter Chroniken Ortliebs und Bertholds, sind zwei süddeutsche Chroniken aus dem 12. Jahrhundert, die unter dieser Bezeichnung gemeinsam in Band 2 der Reihe Schwäbische Chroniken der Stauferzeit veröffentlicht wurden.
Im Jahr 1135 begann der Mönch Ortlieb, rückblickend über die im Jahr 1089 erfolgte Gründung des Klosters Zwiefalten und dessen Ausstattung mit Gütern zu berichten. Berthold verfasste 1137/38 ein eigenes, ergänzendes Werk. Während die Chronik Ortliebs als Autograf erhalten ist, kennt man Bertholds Arbeit nur aus späteren Abschriften.
Den beiden Mönchen ging es auch darum, mit der schriftlichen Fixierung eine rechtlich sichere Grundlage der Besitzungen des 1089 gegründeten Klosters zu schaffen. Unter anderem geht die Chronik auf den mündlich abgeschlossenen Bempflinger Vertrag ein, auf dem die Stiftung des Klosters basiert. Sehr detailliert werden von den beiden Mönchen Ländereien und sonstige Besitzungen, darunter auch Kirchengeräte und Reliquien, aufgelistet, die dem Kloster von meist adeligen Wohltätern durch Schenkung oder auf dem Tauschwege zugefallen sind.
Für mehr als fünfzig Städte und Gemeinden im Südwesten Deutschlands liefern die Zwiefalter Chroniken die erste schriftliche Erwähnung.